# Anela
Anela – miejscowość i gmina we Włoszech, w regionie Sardynia, w prowincji Sassari. Graniczy z Bono, Bultei i Nughedu San Nicolò.
Według danych na rok 2016 gminę zamieszkuje 645 osób, około 22,2 os./km².